# Trogon de Masséna
Trogon massena
Espèce
Statut de conservation UICN

 LC  : Préoccupation mineure
Le Trogon de Masséna (Trogon massena) est une espèce d'oiseau de la famille des Trogonidae.

## Description

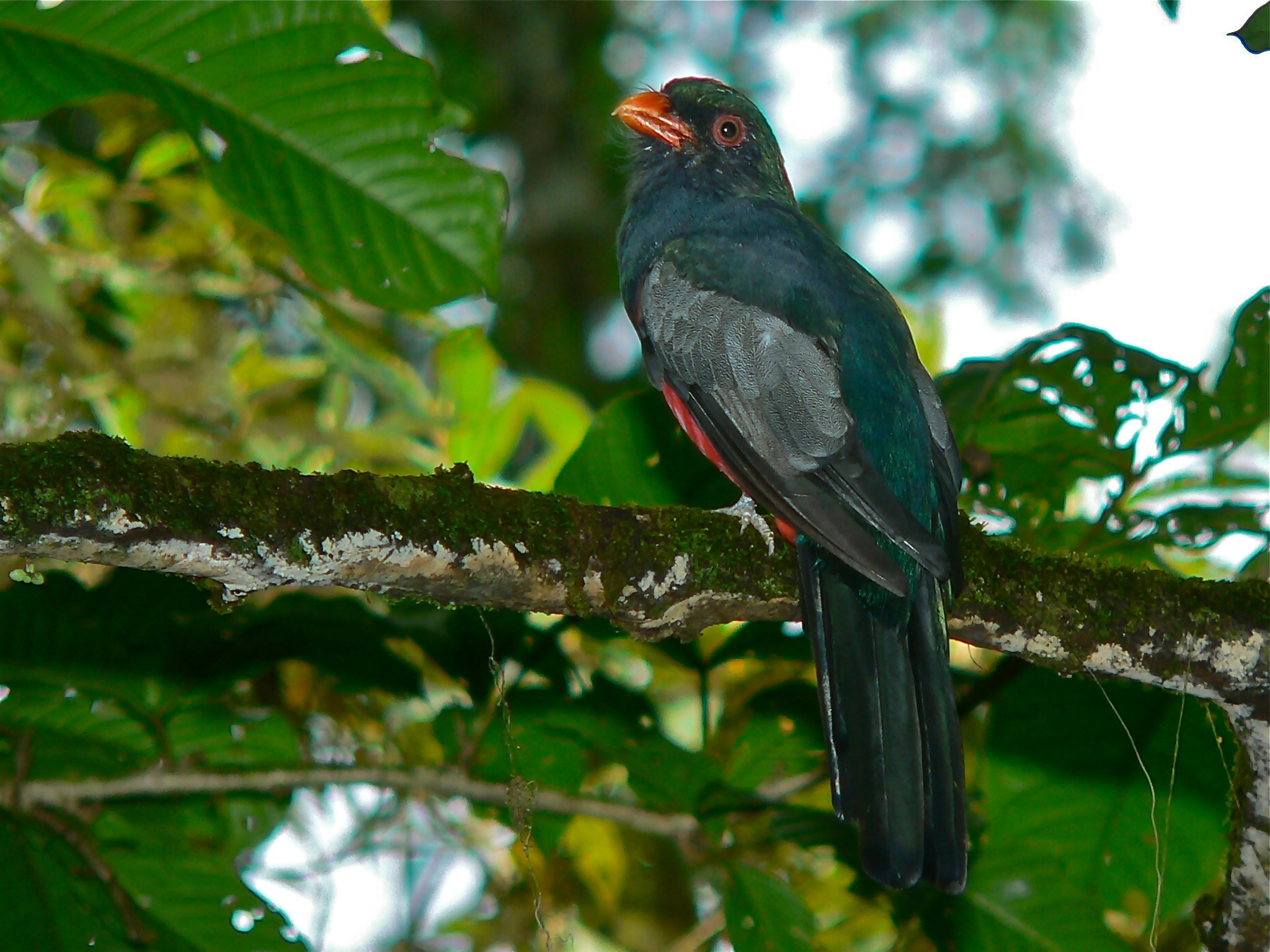
Trogon de Masséna (Parc national de Tortuguero, Costa Rica)

Cet oiseau mesure environ 30 cm de longueur. Il présente un dimorphisme sexuel. Le mâle a le dos vert vif et le bec rouge orangé. La femelle, au dos plutôt grisâtre, a la mandibule inférieure rougeâtre. Les deux sexes ont le ventre rouge vif et la queue gris foncé uni.

## Répartition
Son aire s'étend du sud du Mexique à travers l'ouest de la Colombie. 

## Habitat
Cet oiseau peuple les forêts des basses et moyennes terres, même légèrement urbanisées.